# Gerard van Remmen
Gerardus Hermanus (Gerard) van Remmen (Den Haag, 16 april 1920 - Voorburg, 1994?) was een Nederlandse beeldhouwer en medailleur.

## Leven en werk
Van Remmen was een zoon van beeldhouwer Herman van Remmen. Hij kreeg les van zijn vader en werd opgeleid aan de Academie van Beeldende Kunsten in Den Haag, waar hij onder andere drie jaar bouwkunde en interieurarchitectuur studeerde. Hij maakte aansluitend studiereizen in Europa, Noord- en Zuid-Amerika, Marokko en Iran. Hij was vooral actief als monumentaal kunstenaar en ontwierp kunstwerken voor de overheid, scholen, woningbouwverenigingen en voor de openbare ruimte in Den Haag, Voorburg, Rijswijk en elders in Nederland. De kunstenaar was gedurende lange tijd lid van de Haagse Kunstkring, had zitting in de Gemeentelijke Commissie voor Beeldende Kunsten in Den Haag en de Welstandscommissie in Rijswijk.
De kunstenaar was woonachtig in Voorburg.

## Reliëf Musselkanaal

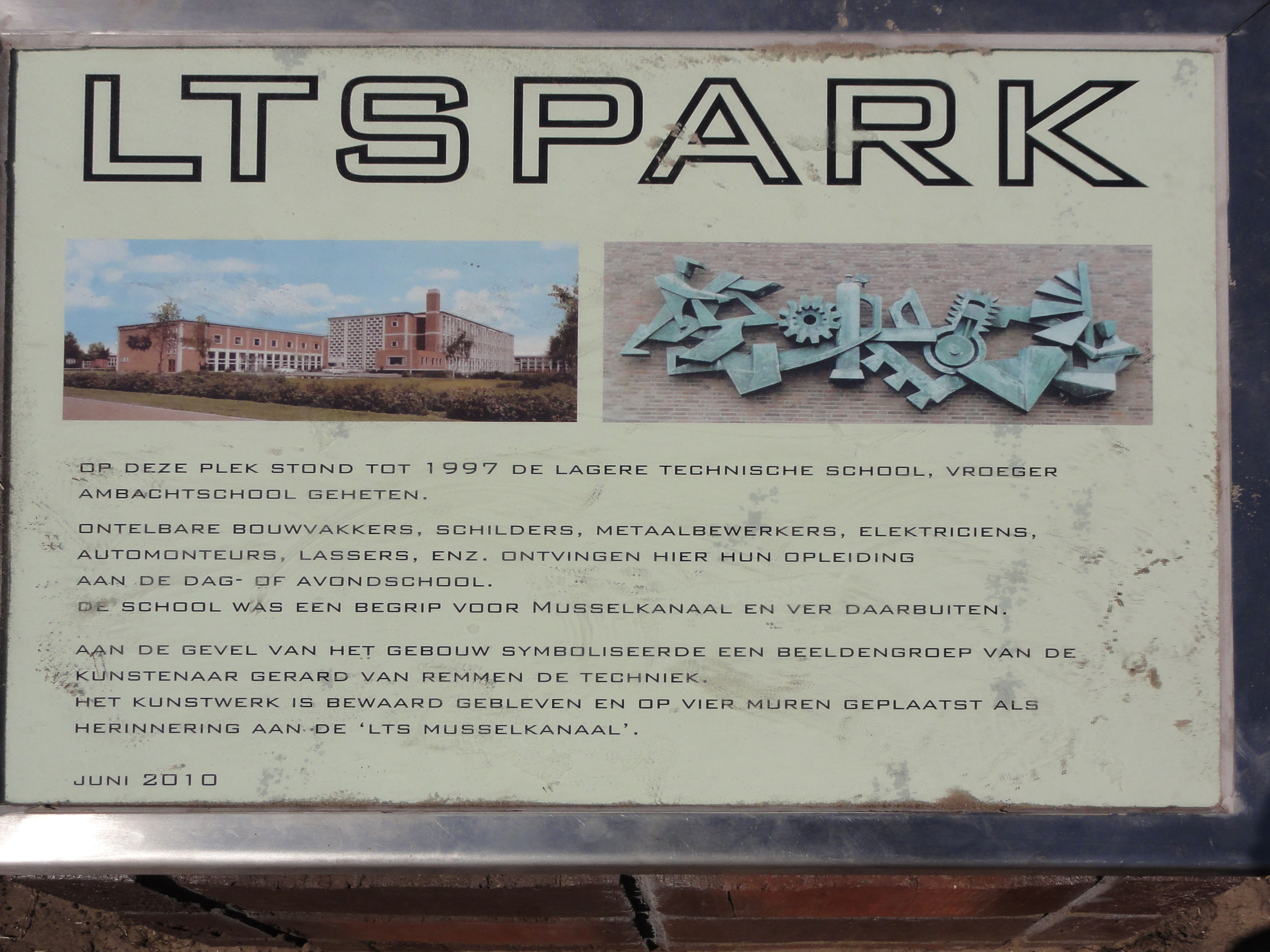
Plaquette bij het reliëf

In 1960 werd de bouw gestart van de LTS in de Groningse plaats Musselkanaal. Van Remmen vervaardigde gedurende 1961/1962 een koperen wandreliëf, dat uit vier delen bestond en onderdelen der "techniek" symboliseerde. Het kunstwerk had in gemonteerde staat een lengte van 8 meter. De school werd in 1963 geopend, maar werd gesloten in 1996.  
Het LTS-gebouw werd gesloopt in 1997 en een nieuwbouwwijk met park verrees op deze plek. Het reliëf verdween in een opslagloods van de gemeente Stadskanaal. In 2010 werd het kunstwerk in een nieuwe vorm, vier afzonderlijke delen, onthuld in het LTS-park, op de plaats waar de LTS heeft gestaan.

## Nederlands Carillon Arlington

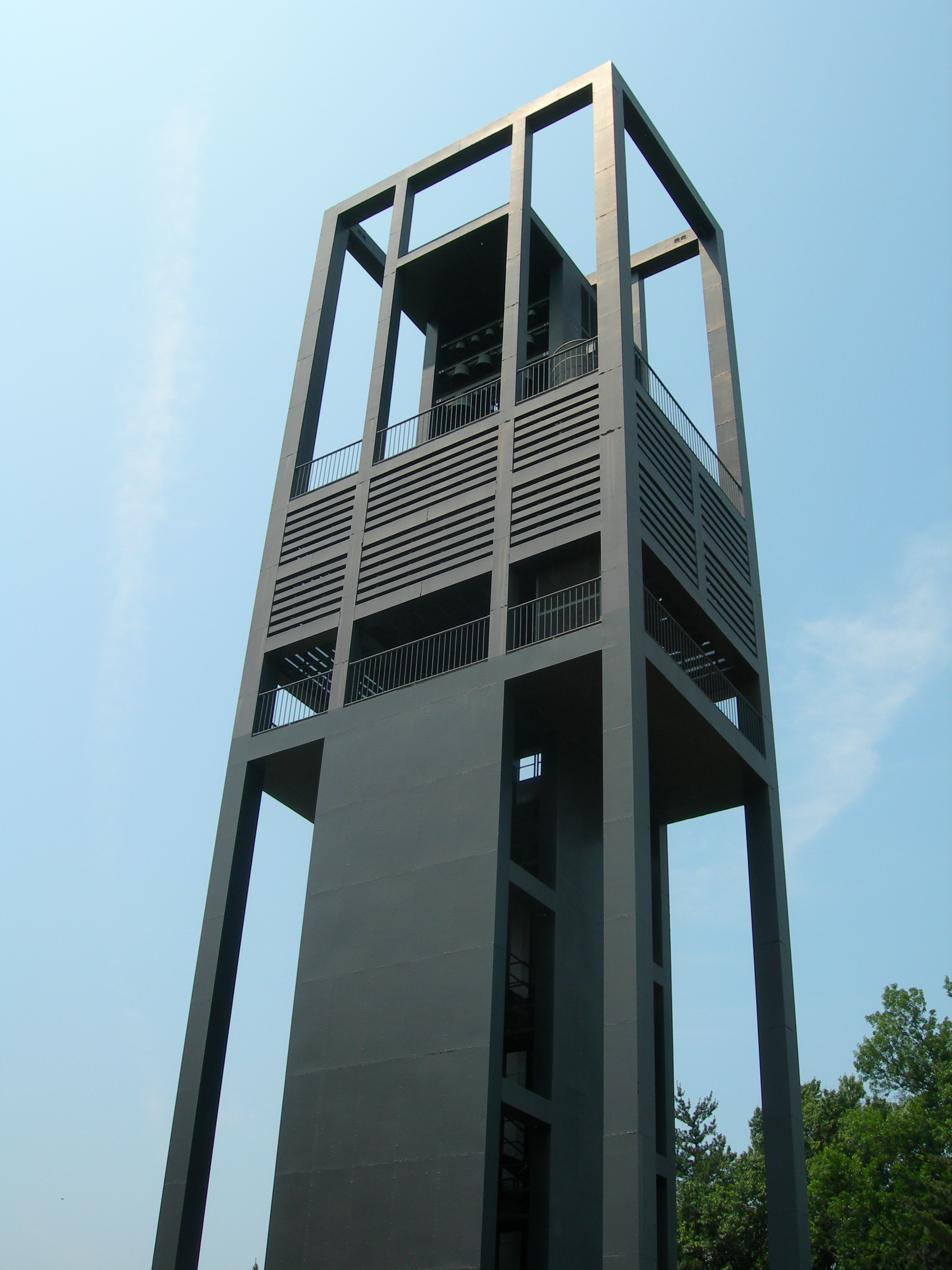
Toren van het carillon van Joost Boks

Remmen was een van de drie beeldende kunstenaars die in 1952 de opdracht kregen om vignetten, randversieringen en belettering te maken voor de uit 49 klokken bestaande beiaard van het Netherlands Carillon, een geschenk in 1954 van het Nederlandse volk aan de Verenigde Staten bestemd voor de Arlington National Cemetary in Washington D.C..
De beide andere kunstenaars waren Genia van der Grinten-Lücker (1908-1996), de ontwerpster van Klokkengieterij Eijsbouts in Asten, en Louis Meijs (1902-1995).
De toren was een ontwerp van architect Joost Boks

## Andere werken (selectie)
- 1948 Oorlogsmonument met reliëfs, Prins Bernhardlaan/Park 't Loo in Voorburg[5]
- 1955 6 betonnen wandreliëfs, Melis Stokelaan/Leggelostraat in Den Haag[6]
- 1955/56 Betonreliëf Dienst der Zuiderzeewerken, Colijngemaal in Ketelhaven bij Dronten
- 1956 Betonreliëf Gemaal Wortman in Lelystad
- 1957 Danspaar, Segbroeklaan in Den Haag
- 1960 Fontein met 3 dansende meisjes, Segbroeklaan in Den Haag
- 1964 Twee kolommen met reliëf, Thorbeckelaan in Gouda
- 1966 Twee pinguïns met jong, Prins Johan Friso Promenade in Rijswijk (huidige locatie sinds 1997)
- 1967 Bronzen fontein op de binnenplaats van het stadhuis van Rijswijk
- 1967 Het schoolnest, Burg. de Zeeuwstraat in Ridderkerk
- 1968 Spelevaren, Park 't Loo in Voorburg
- 1968 Wonderbare visvangst, Roerdomplaan in Capelle aan den IJssel
- 1970 Balspelers, Wielewaalstraat in Vlaardingen
- 1971 Turnster in handstand[7], Rotterdamseweg in Vlaardingen
- 1979 Balspel, Parkzijde in Den Haag
- De zeiltjes, Dronten
- Kinetisch wandobject en fontein, Verpleeghuis Prinsenhof in Leidschendam
- Betondecoratie Gebouw Onderzeedienst in Den Helder
- Plafondversiering in beton, Laboratorium voor Microbiologie in Delft
- Object in roestvast staal voor Rijkswaterstaat, Directie Bruggen in Voorburg

## Fotogalerij

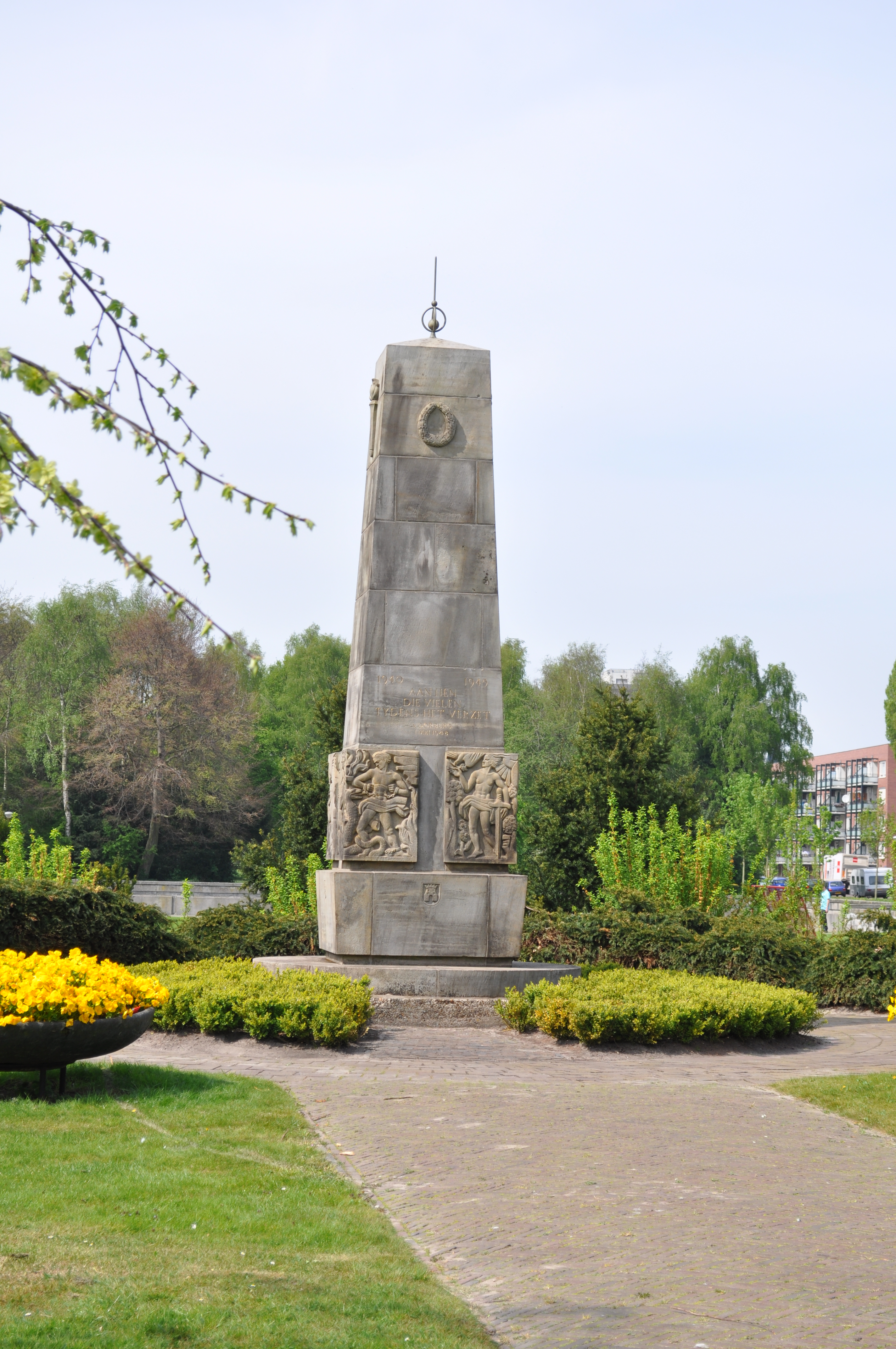
Oorlogsmonument Voorburg
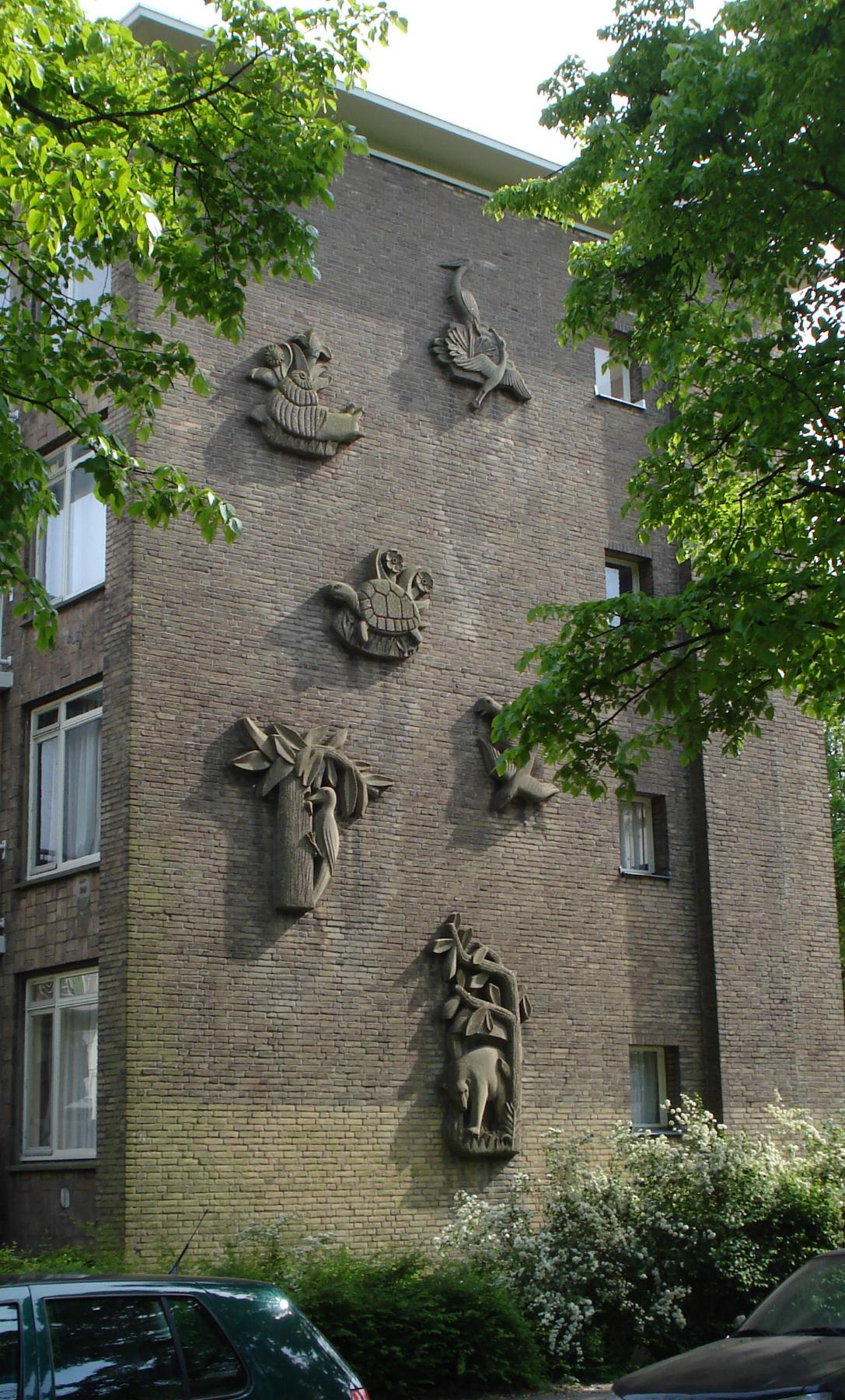
6 wandreliëfs, Den Haag
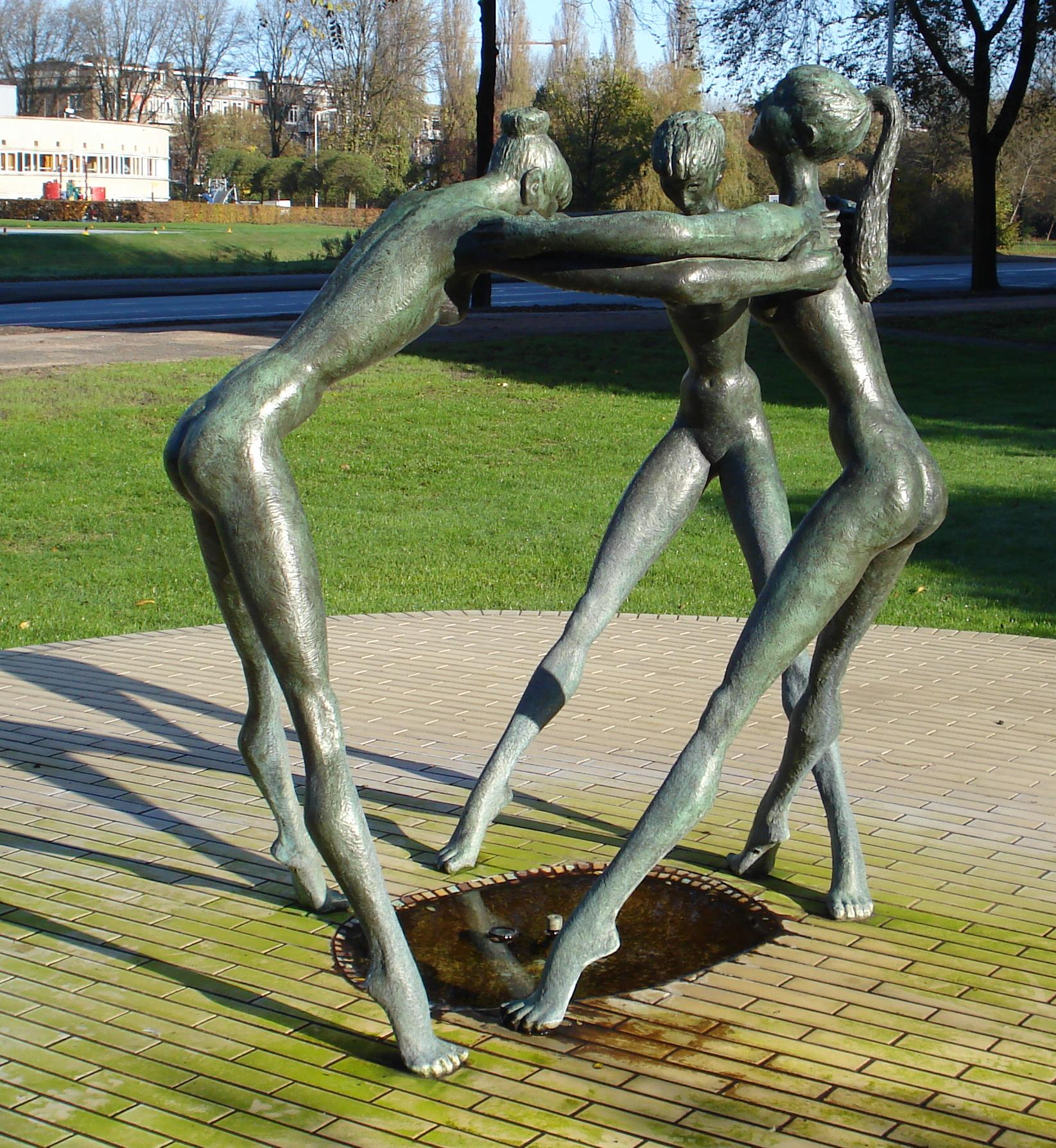
Dansende meisjes, Den Haag
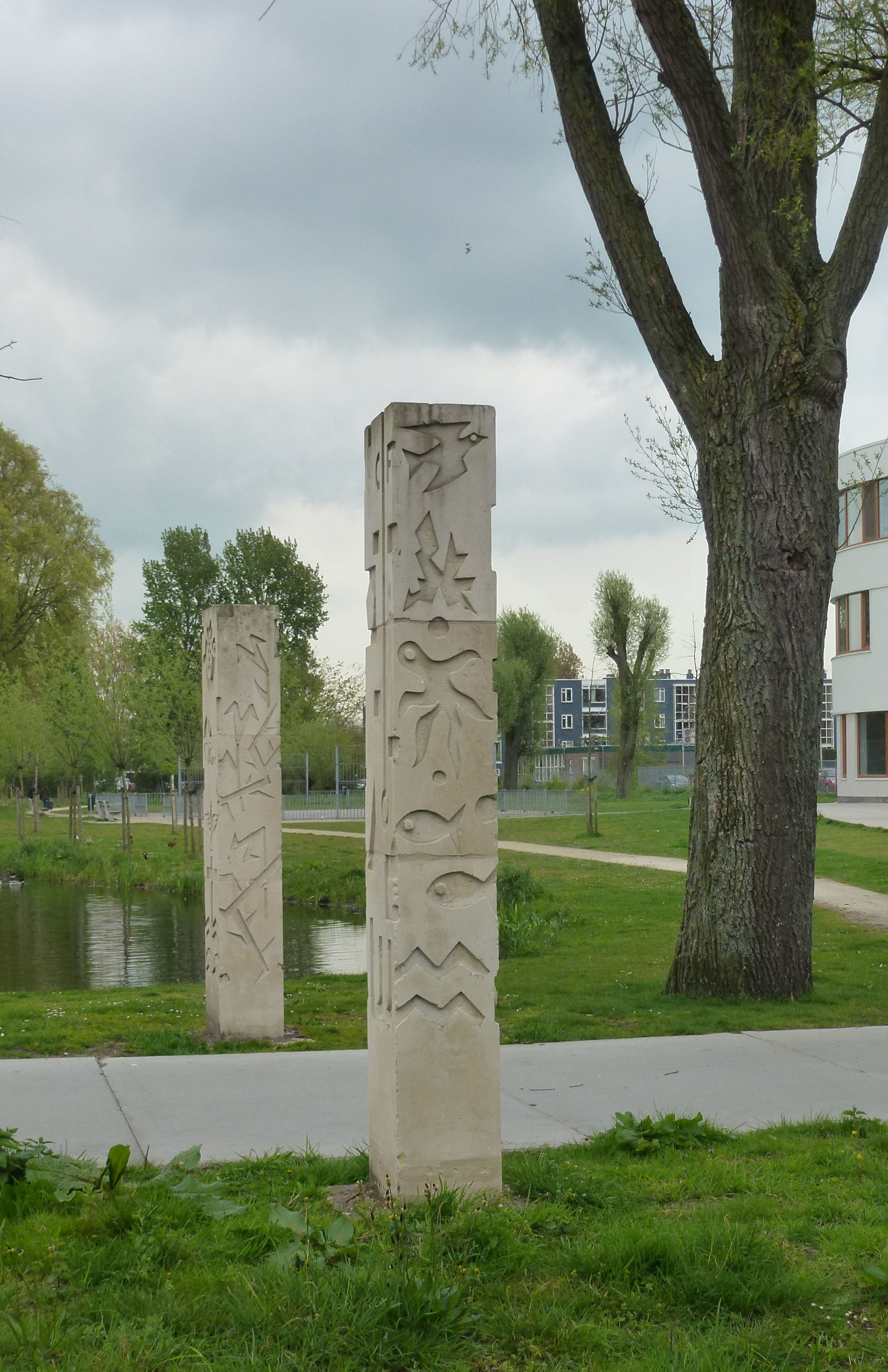
Kolommen met reliëf, Gouda
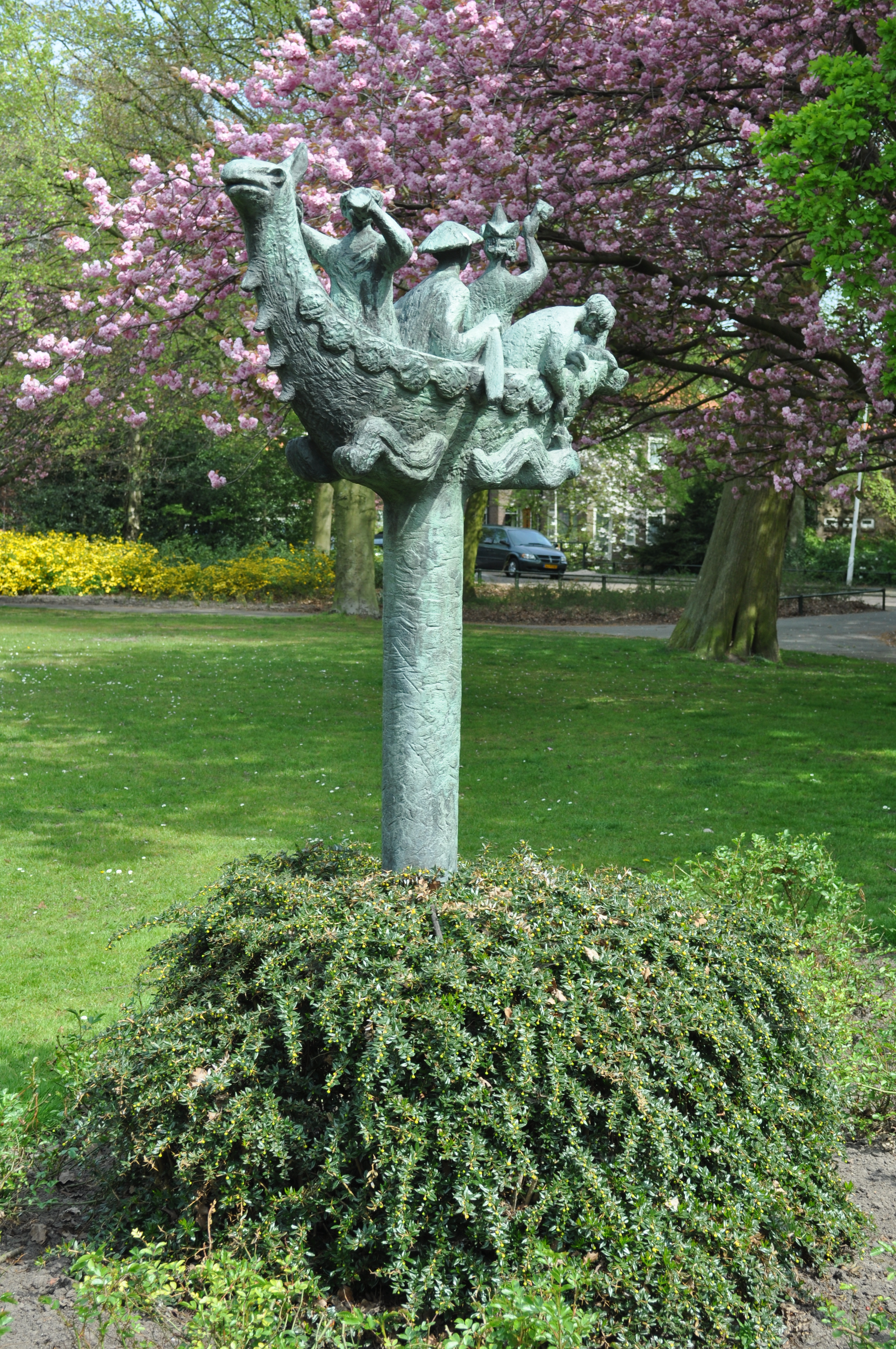
Spelevaren, Voorburg
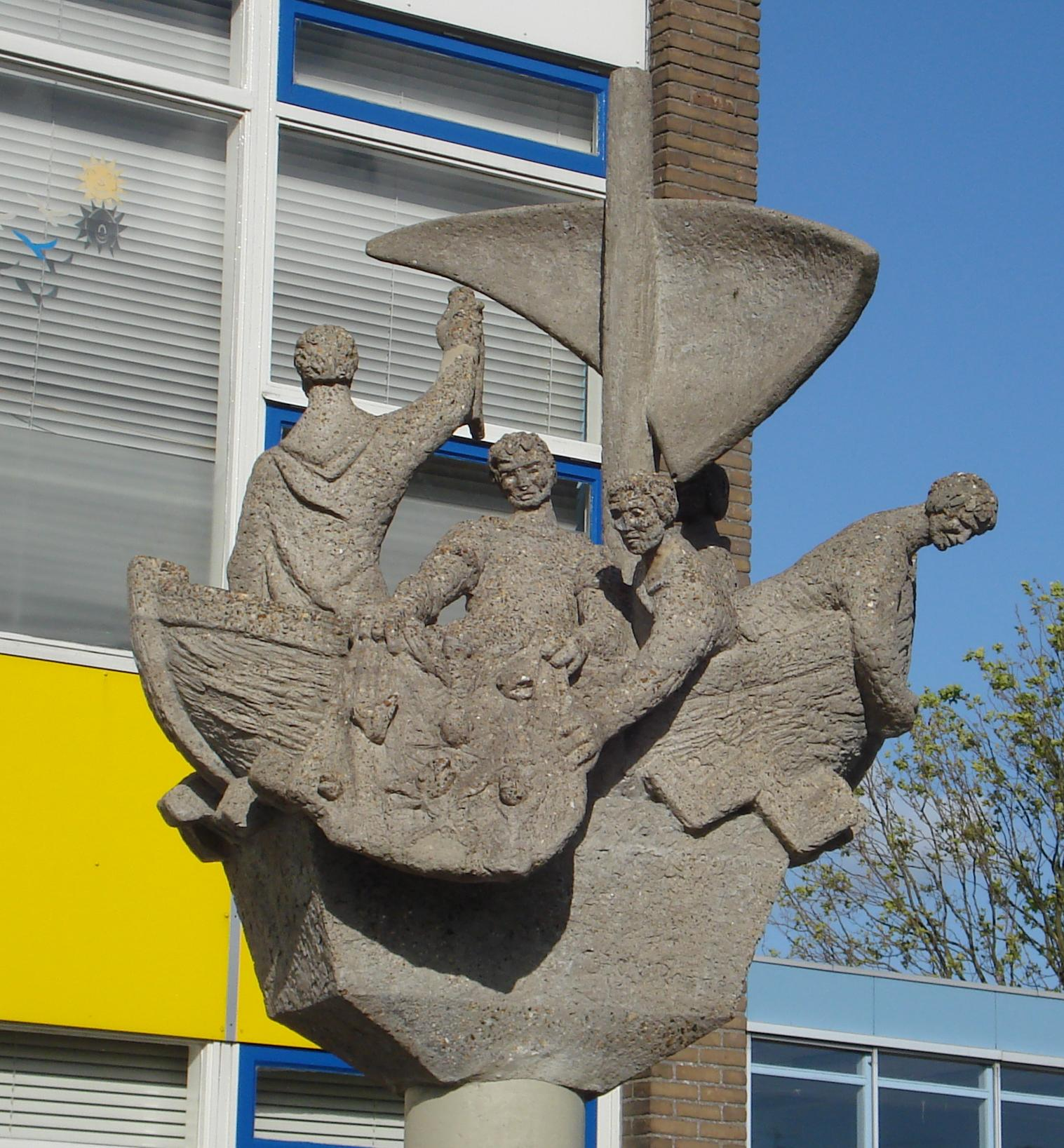
Wonderbare visvangst, Capelle aan den IJssel
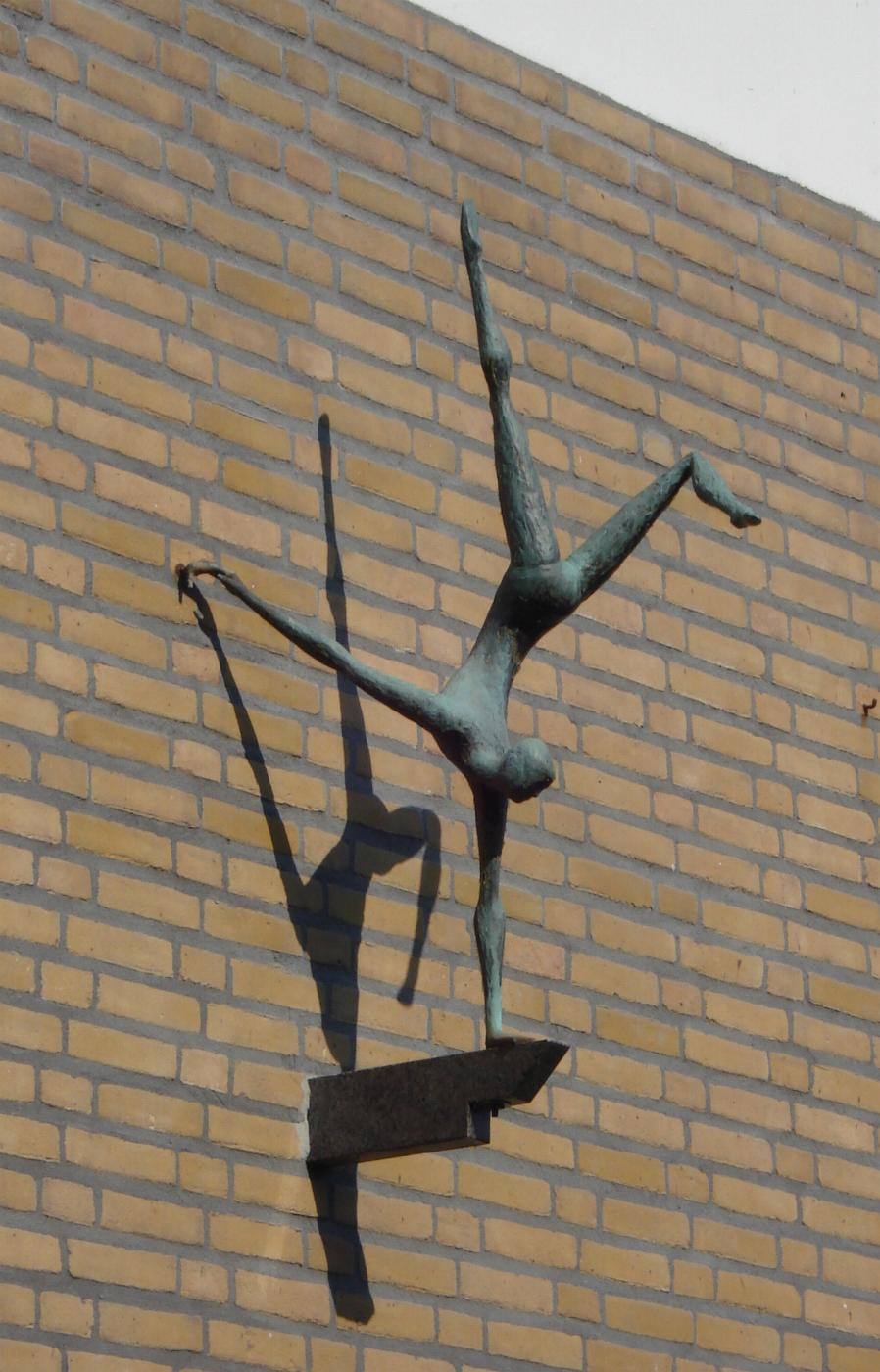
Turnster in handstand, Vlaardingen